# Carrascal del Río
Carrascal del Río – gmina w Hiszpanii, w prowincji Segowia, w Kastylii i León, o powierzchni 30,52 km². W 2011 roku gmina liczyła 174 mieszkańców.